# دونيايل مالين
دونيايل مالين (بالهولندية: Donyell Malen)‏ (9 يناير 1999 بفيرينجن في هولندا - ) هو لاعب كرة قدم هولندي في مركز الهجوم. يلعب حالياً مع نادي استون فيلا. لعب سابقاً مع أياكس أمستردام ونادي آيندهوفن ونادي أرسنال.

## مسيرته الكروية
لعب دونيايل مالين خلال مسيرته الاحترافية مع ناديين في أربعة مواسم وسجل خلالها 34 هدفًا ضمن 71 مباراة. ولم يفز بأي موسم بالكأس وفاز في موسم واحد بالدوري.
خاض دونيايل مالين مسيرته مع نادي آيندهوفن في موسم 2017–18 واستمر معه طيلة ثلاثة مواسم، مشاركًا في 49 مباراة سجل خلالها 21 هدفًا.

## وصلات خارجية
- دونيايل مالين على موقع الاتحاد الدولي (مؤرشف)  (الإنجليزية)
- دونيايل مالين على موقع الاتحاد الأوربي (الإنجليزية)
- دونيايل مالين على موقع قاعدة بيانات كرة القدم.إي يو (الإنجليزية)
- دونيايل مالين على موقع ليكيب (الفرنسية)
- دونيايل مالين على موقع ناشيونال فوتبول تيمز (الإنجليزية)
- دونيايل مالين على موقع Soccerway.com (الإنجليزية)
- دونيايل مالين على موقع عالم كرة القدم.نت (الإنجليزية)